# Erdosiella decorata
Erdosiella decorata is een vliesvleugelig insect uit de familie Mymaridae. De wetenschappelijke naam is voor het eerst geldig gepubliceerd in 1967 door Ogloblin.